# Longueval
Longueval là một xã ở tỉnh Somme, vùng Hauts-de-France, Pháp.

## Địa lý
A farming village located 24 miles (28 km) về phía tây bắc của Amiens trên đường D919, tại giao lộ với D8. 
Longueval nằm phía đông bắc tỉnh.

## Dân số
| 1962                                                         | 1968 | 1975 | 1982 | 1990 | 1999 |
| ------------------------------------------------------------ | ---- | ---- | ---- | ---- | ---- |
| 301                                                          | 307  | 267  | 278  | 237  | 248  |
| Số liệu điều tra dân số từ năm 1962, dân số không tính trùng |      |      |      |      |      |